# 二階堂ヒカル
二階堂 ヒカル（にかいどう ヒカル、10月5日 - ）は、日本の男性漫画家。東京都出身、神奈川県育ち。血液型はA型。

## 来歴
- 中学入学から22歳までを神奈川県茅ヶ崎市で過ごした。神奈川県立茅ケ崎高等学校出身で、両親が住む実家は現在も市内にある[2]。
- 『月刊コミックドラゴン』（富士見書房）にて第1回ドラゴン新人大賞に入賞したのち、2001年に『月刊ドラゴンジュニア』（同社）にて「無敵王トライゼノン ファイアー」でデビュー。
- 2004年、『月刊マガジンZ』（講談社）にて「Atomicネコカブッ」を連載し、さらに読み切りを一作掲載した。
- 2009年、『月刊少年シリウス』（講談社）にて「オイレンシュピーゲル」（原作：冲方丁）を連載[3]。
- 2011年、『月刊コミックブレイド』、（マッグガーデン）にて「別にいやらしい意味じゃなくて一緒に住んでも構わないよマーガレット」を連載[4]。連載終了後、小学館に持ち込みをする。
- 2014年、『週刊少年サンデー』（小学館）にて「ヘブンズランナーアキラ」を連載[5]。
- 2016年、『週刊少年サンデー』（小学館）にて「あおざくら 防衛大学校物語」を連載[6]。

## 作品リスト
- 『無敵王トライゼノン ファイアー』角川書店〈角川コミックス・ドラゴンJr〉全1巻（『月刊ドラゴンジュニア』）
- 『Atomicネコカブッ』講談社〈マガジンZKC〉全4巻（『月刊マガジンZ』2005年4月号 - 2007年3月号）
- 『オイレンシュピーゲル』講談社〈シリウスKC〉全7巻（原作：冲方丁、『月刊少年シリウス』2010年2月号[3] - 2013年2月号）
- 『別にいやらしい意味じゃなくて一緒に住んでも構わないよマーガレット』マッグガーデン〈ブレイドコミックス〉全2巻（『月刊コミックブレイド』2012年1月号[4] - 2012年6月号[7]→ウェブに移籍）
- 『ヘブンズランナーアキラ』小学館〈少年サンデーコミックス〉全7巻（『週刊少年サンデー』2014年24号[5] - 2015年48号[8]）
- 『あおざくら 防衛大学校物語』小学館〈少年サンデーコミックス〉既刊36巻（『週刊少年サンデー』2016年22・23合併号[6] - 連載中）

## 活動
- 2010年11月20日、冲方丁のトークイベントシリーズ「OPEN-冲方」の第1回が阿佐ヶ谷ロフトAにて開催され、二階堂も出演[9]。

## 師匠
- 綾峰欄人